# Université royale du Bhoutan
L'université royale du Bhoutan (en Dzongkha : འབྲུག་རྒྱལ་འཛིན་གཙུག་ལག་སློབ་སྡེ་ ; Wylie : 'brug rgyal-'dzin gtsug-lag-slob-sde ), fondée le 2 juin 2003 par un décret royal, est l'université nationale du Bhoutan.

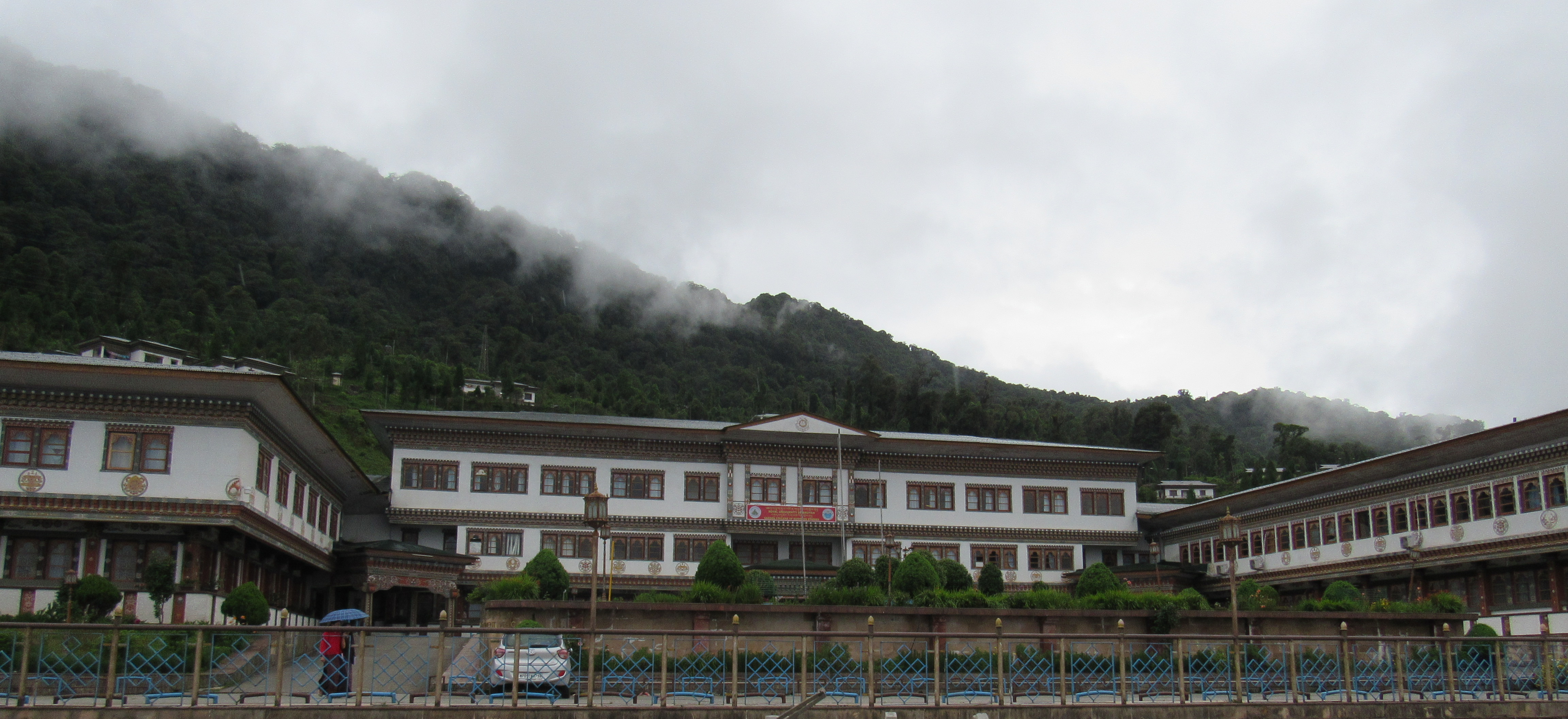
Gaedu College of Business Studies, un collège gouvernemental autonome relevant de l'université royale du Bhoutan

## Départements
L'université a été créée pour consolider la gestion de l'enseignement supérieur au Bhoutan. C'est une université décentralisée avec neuf départements constitutifs et deux facultés affiliées, répartis dans tout le royaume. Les différents départements de l'université sont :
- le College of Natural Resources (CNR) à Lobesa, Punakha[3]
- le College of Science and Technology (CST) à Rinchhending, Phuntsholing[4]
- le Gaeddu College of Business Studies (GCBS) à Gedu, Chukha[5]
- le College of Language and Culture Studies (CLCS) à Taktse, Trongsa[6]. Le département devrait accueillir plus de 500 étudiants et déménager à Taktse dans le district de Trongsa. Une des principales missions du CLCS est de préserver et de promouvoir le dzongkha, la langue nationale du Bhoutan.
- le Jigme Namgyel Engineering College (JNEC) à Dewathang, Samdrup Jongkhar [7]
- le Paro College of Education (PCE) à Paro [8]
- le Royal Thimphu College (RTC) à Ngabiphu, Thimphou (faculté affiliée) [9]
- le Norbuling Rigter College, Paro (faculté affilié)
- le Samtse College of Education (SCE) à Samtse [10]
- le Sherubtse College à Kanglung, Trashigang [11]
- Gyalpozhing Collegeof Information Technology à Gyalpozhing, Mongar [12]

L'université entretient des liens avec d'autres universités, notamment l'université du Nouveau-Brunswick au Canada, la Naropa University (Colorado) et la School for International Training (Vermont) aux États-Unis, l'université de Salzbourg en Autriche et l'université de Delhi en Inde, dans le cadre de programmes d'échanges d'étudiants et de stages pour étudiants et professeurs.
SM Jigme Khesar Wangchuck, l'actuel roi du Bhoutan, en est le chancelier et Nedip Dorji, diplômé d'Oxford, en est l'actuel vice-chancelier et s'occupe de l'administration quotidienne de l'université.

## Administration
Le bureau du vice-chancelier est responsable de la coordination générale alors que les différents départements constituants sont chargés des fonctions académiques d'enseignement et de recherche au sein de leurs départements respectifs. Situé à Mothithang dans le district de Thimphu, le bureau du vice-chancelier est chargé des départements des Inscriptions, des Affaires académiques, de la Planification et des Ressources et de la Recherche et des Relations extérieures.
L'université royale du Bhoutan propose des programmes sur ses différents campus dans huit secteurs d'études distincts :
- Enseignement
- Business et Management
- Ingénierie et Sciences physiques
- Informatique et Sciences de l'information
- Sciences biologiques et agriculture
- Sciences de la santé
- Sciences humaines et sociales
- Langue et littérature dzongkha

Il est prévu de créer des programmes dans les domaines des Arts et du Design, des Médias et la Communication de masse, de l'Histoire et de la culture bhoutanaises, du bonheur national brut (concept mis en avant par le gouvernement bhoutanais en opposition au PIB) et des études Bouddhiques.
La majorité des programmes sont à temps plein, bien que les deux départements, le Sherubtse College et l'Institute of Language and Culture Studies, proposent des programmes d'enseignement à temps partiel et d'enseignement d'enseignement à distance.